# The Solarflares
The Solarflares waren eine Garage-Rock-Gruppe aus Chatham/England. Als Nachfolgeband der legendären Prisoners genießen sie in der britischen Mod- und Sixties-Szene nach wie vor Kultstatus. Populär sind sie außer in England vor allem in Italien und Deutschland.

## Geschichte
Gegründet wurden die Solarflares von Graham Day (Gitarre/Gesang), Allan Crockford (Bass) und Wolf Howard (Schlagzeug), die sich schon aus den Garage-Rock-Bands The Prisoners und The Prime Movers kannten. 2002 stieß der Organist Parsley zu der Band und spielte fortan live und auf den Alben mit.
The Solarflares hatten eine kleine, aber sehr enthusiastische Anhängerschaft in der internationalen Garage-Rock- und Mod-Szene. Sie spielten regelmäßig in kleinen bis mittleren Hallen in England, Irland, Italien, Spanien und Deutschland.
2004 trennte sich die Band aus privaten Gründen.
Graham Day ist inzwischen Solokünstler, Allan Crockford spielt Gitarre bei den Stabilisers, Wolf Howard trommelt bei Billy Childishs Band Musicians of The British Empire und Parsley spielt bei diversen Bands.

## Diskografie
- Psychedelic Tantrum (1999, Twist Records)
- That Was Then...This Is It (2000, Twist Records)
- Look What I Made Out Of My Head (2002, Ace Records)
- Can Satisfy You (2003, Own-Up Records)
- Laughing Suns (2004, Ace Records)